# فینال جام بین قاره‌ای فیفا ۲۰۲۵
فینال جام بین قاره‌ای فیفا ۲۰۲۵ که همچنین با نام جام بین قاره‌ای ۲۰۲۵ شناخته می‌شود، آخرین مسابقه جام بین قاره‌ای فیفا ۲۰۲۵، یک تورنمنت بین‌المللی فوتبال باشگاهی خواهد بود، یک تورنمنت فوتبال بین قهرمانان باشگاه‌های هر یک از شش کنفدراسیون قاره‌ای. که حالا با شرکت کنندگان بیشتر هر چهار سال یک بار برگزار می‌شود. این مسابقه در ۱۷ دسامبر ۲۰۲۵ بین پاری سن-ژرمن و برنده چلنجر کاپ برگزار خواهد شد.

## تیم‌ها
در جدول زیر، فینال‌ها تا سال ۲۰۰۵ در دوره مسابقات قهرمانی باشگاه‌های جهان و بین سال‌های ۲۰۰۶ تا ۲۰۲۳ در دوره جام باشگاه‌های جهان بوده‌اند.
| تیم             | کنفدراسیون | نحوه صلاحیت                       | حضور قبلی (پررنگ نشانه قهرمانی است) |
| --------------- | ---------- | --------------------------------- | ----------------------------------- |
| پاری سن-ژرمن    | یوفا       | قهرمان لیگ قهرمانان اروپا ۲۵–۲۰۲۴ | اولین                               |
| برنده چلنجر کاپ | نامشخص     | نامشخص                            | نامشخص                              |

نکته: در ۲۷ اکتبر ۲۰۱۷، فیفا رسماً تمام قهرمانان جام بین قاره‌ای را به عنوان قهرمانان باشگاه‌های جهان، در جایگاهی برابر با جام باشگاه‌های جهان، به رسمیت شناخت.
- ج‌ب‌ق: جام بین قاره‌ای (۱۹۶۰–۲۰۰۴) ج‌ب‌ج: فینال جام باشگاه‌های جهان فیفا (۲۰۰۰، ۲۰۰۵–۲۰۲۳)

## مسیر تا فینال
پاری سن-ژرمن به عنوان قهرمان لیگ قهرمانان اروپا ۲۵–۲۰۲۴ مستقیماً به فینال مسابقات راه یافت.

## مسابقه

### جزئیات
| پاری سن-ژرمن | بازی ۵ | برنده بازی ۴ |
| ------------ | ------ | ------------ |
|              |        |              |

|  | قوانین بازی - ۹۰ دقیقه - ۳۰ دقیقه وقت اضافه در صورت نیاز - ضربات پنالتی اگر نتیجه همچنان مساوی است - حداکثر پانزده نیمکت نشین - حداکثر پنج تعویض، به همراه تعویض ششم در وقت اضافه - حداکثر سه موقعیت تعویض، به همراه تعویض چهارم در وقت اضافه - حداکثر یک تعویض اجباری، که به حریف یک تعویض اضافی می‌دهد |